# Ready Steady Go (singolo)
Ready Steady Go è un brano musicale del gruppo musicale giapponese de L'Arc~en~Ciel, pubblicato come secondo singolo estratto dall'album Smile, il 4 febbraio 2004. Il singolo ha raggiunto la seconda posizione della classifica Oricon dei singoli più venduti in Giappone, rimanendo in classifica per sedici settimane e vendendo 310 534 copie.
Ready Steady Go è stato utilizzato come seconda sigla musicale della serie televisiva anime (la prima nella trasmissione americana) Fullmetal Alchemist. Inoltre è presente nei videogiochi musicali Daigasso! Band Brothers per Nintendo DS e Osu! Tatakae! Ouendan per iNiS.

## Tracce
CD Singolo KSCL-913
1. READY STEADY GO
2. READY STEADY GO (hydeless version)
3. READY STEADY GO (kenless version)
4. READY STEADY GO (tetsuless version)
5. READY STEADY GO (yukihiroless version)

Durata totale: 18:53

## Classifiche
| Classifica (2004) | Posizione più alta |
| ----------------- | ------------------ |
| Giappone (Oricon) | 1                  |